# Liste des arbres d'Iran
 (décembre 2016).
Si vous disposez d'ouvrages ou d'articles de référence ou si vous connaissez des sites web de qualité traitant du thème abordé ici, merci de compléter l'article en donnant les références utiles à sa vérifiabilité et en les liant à la section « Notes et références ».
L'Iran possède des climats variés et une grande diversité de plantes. Plus de 13 % du pays est couvert de forêt. La liste suivante n'est pas exhaustive :
- Anacardiaceae
  - Pistacia vera
- Aquifoliaceae
  - Ilex aquifolium
- Arecaceae
  - Phoenix dactylifera
- Betulaceae
  - Betula medwediewii
  - Betula pendula
  - Alnus glutinosa
  - Alnus incana
  - Alnus subcordata
  - Carpinus betulus
  - Carpinus orientalis
  - Corylus colurna
  - Ostrya carpinifolia
- Buxaceae
  - Buxus hyrcana
  - Buxus sempervirens
- Cupressaceae
  - Cupressus sempervirens
  - Juniperus communis
  - Juniperus excelsa
  - Juniperus foetidissima
  - Juniperus polycarpos
  - Juniperus sabina
- Ebenaceae
  - Diospyros lotus
- Fabaceae
  - Acacia nilotica
  - Albizia julibrissin
  - Cercis siliquastrum
  - Gleditsia caspica
- Fagaceae
  - Castanea sativa
  - Fagus orientalis
  - Quercus boissieri
  - Quercus calliprinos
  - Quercus castaneifolia
  - Quercus macranthera
  - Quercus petraea
  - Quercus pontica
  - Quercus robur
- Hamamelidaceae
  - Parrotia persica
- Juglandaceae
  - Juglans regia
  - Pterocarya fraxinifolia
- Lauraceae
  - Laurus nobilis
- Malvaceae
  - Tilia platyphyllos subsp. caucasica
  - Tilia tomentosa
- Moraceae
  - Ficus carica
  - Morus alba
  - Morus nigra
- Oleaceae
  - Fraxinus angustifolia var. oxycarpa
  - Fraxinus excelsior
  - Fraxinus ornus
  - Olea europaea
- Pinaceae
  - Pinus brutia
- Platanaceae
  - Platanus orientalis
- Punicaceae
  - Punica granatum
- Rhamnaceae
  - Paliurus spina-christi
  - Rhamnus pallasii
- Rosaceae
  - Crataegus laciniata
  - Crataegus tanacetifolia
  - Cydonia vulgaris
  - Malus domestica
  - Mespilus germanica
  - Prunus armeniaca
  - Prunus cerasifera
  - Prunus cerasus
  - Prunus dulcis
  - Prunus laurocerasus
  - Prunus persica
  - Prunus spinosa
  - Pyrus communis
  - Sorbus aucuparia
  - Sorbus torminalis
- Rutaceae
  - Citrus auratium
  - Citrus decumana
  - Citrus delicivsus
  - Citrus limonum
    - Citrus limonum var. dulcis

  - Citrus vulgaris
- Salicaceae
  - Populus alba
  - Populus euphratica
  - Populus nigra var. afghanica
  - Salix alba
  - Salix daphnoides
  - Salix viminalis
- Sapindaceae
  - Acer campestre
  - Acer cappadocicum
  - Acer hyrcanum
  - Acer tataricum
  - Acer trautvetteri
  - Acer velutinum
- Taxaceae
  - Taxus baccata
- Ulmaceae
  - Celtis caucasica
  - Ulmus carpinifolia
  - Ulmus glabra
  - Zelkova carpinifolia
- Vitaceae
  - Vitis vinifera